# Stora Bältbron

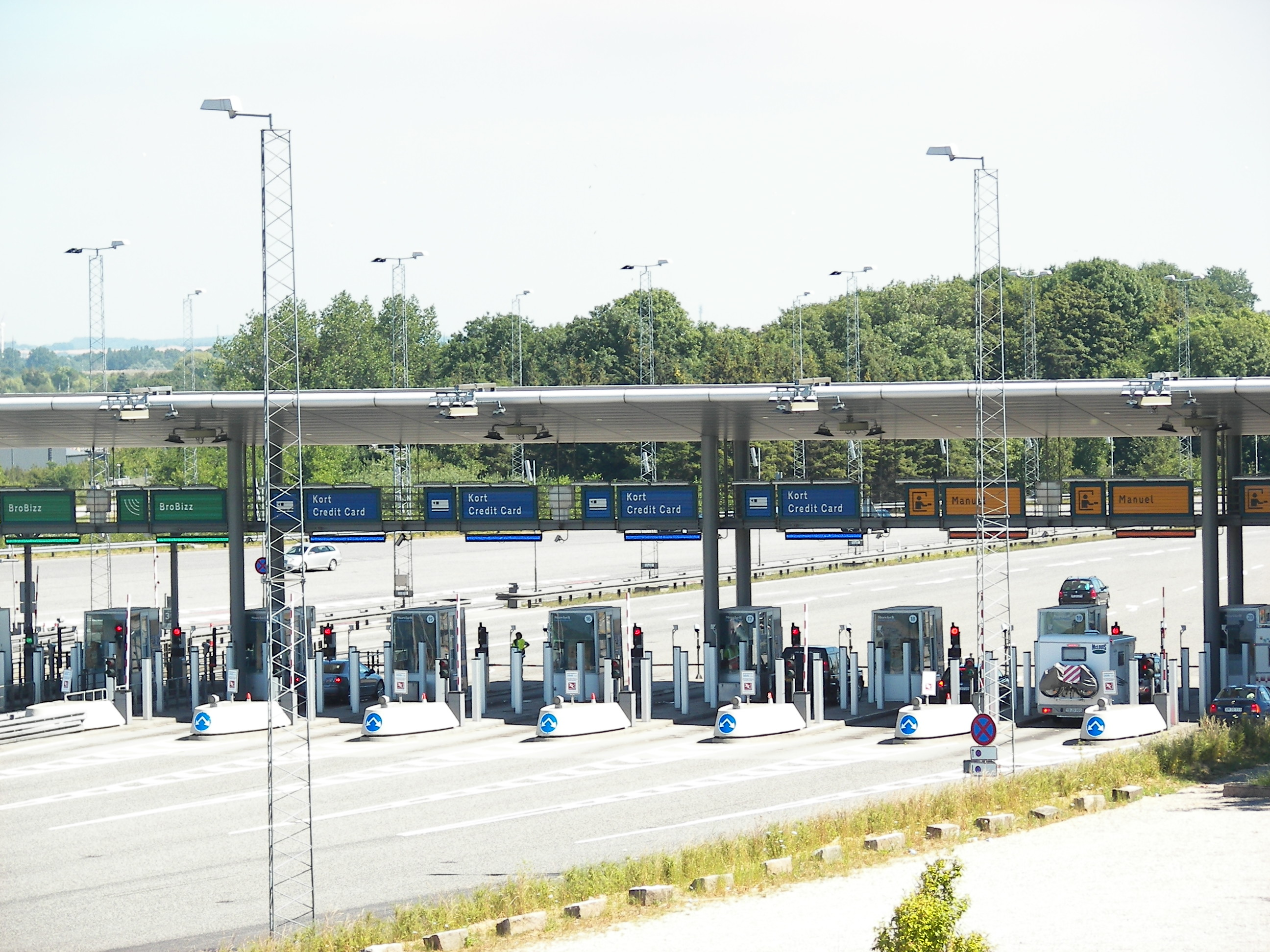
Betalstationen.

Stora Bältbron (danska: Storebæltsbroen) är en motorvägs- och järnvägsförbindelse över Stora Bält i Danmark, mellan Fyn i väst och Själland i öst. Bron ritades av arkitektkontoret Dissing+Weitling och öppnades för trafik den 14 juni 1998.
Förbindelsen består av en hängbro för vägtrafik, "Östbron", en låg väg- och järnvägsbro i väster, "Västbron", samt en järnvägstunnel, Stora Bälttunneln, under östra delen av Stora Bält. Tillsammans är Stora Bältbron Europas näst längsta bro, på 13,4 kilometer (Krimbron, Europas längsta bro, är 18,1 km). Mellan dem ligger Sprogø, en ö mitt i Stora Bält, som utökades vid bygget, där landfästen till broarna och en tunnelmynning är belägen.

## Konstruktion

### Östbron
Östbron, hängbron mellan Själland och Sprogø, är 6 790 meter lång med 1 624 meter spännvidd. Brons spännvidd är bland världens längsta. Där bron når sin högsta punkt ligger vägbanan 70 meter över vattenytan, vilket är nödvändigt då mycket internationell fartygstrafik trafikerar Stora Bält. Den segelfria höjden är 65 meter. De pyloner som bär kablarna som håller upp bron är 256,3 meter höga, vilket gör dem till Danmarks högsta punkter (rena TV-master oräknade). Östbron har inga järnvägsspår, utan tåg går istället i Stora Bälttunneln. Hängbron avbildas på senaste versionen av den danska 1000-kronorssedeln (sedan 24 maj 2011).

### Västbron
Västbron, lågbron mellan Fyn och Sprogø är 6 611 meter lång. Vid sidan av vägbanan löper den dubbelspåriga järnvägen på Västbron.

### Tunneln
Tågen går på den östra delen av Stora Bält i Stora Bälttunneln, en dubbelspårig järnvägstunnel under östra delen av Stora Bält med två tunnelrör, längd 8,0 kilometer. Tunneln når 75 meter under havsytan.

## Trafik
Motorvägen E20 går på bron och det är en av Danmarks viktigaste motorvägar. Denna motorväg fungerar numera också som en transitmotorväg mellan Sverige och Tyskland. Det är dock inte den kortaste vägen mellan länderna, färjeförbindelser inräknade. Trafikmängden har överträffat alla prognoser som gjordes före bygget.
Järnvägsförbindelsen har betytt mycket för att knyta ihop Danmark. Bland annat minskade restiden med tåg Köpenhamn-Odense från 2:45 till 1:30, något som har konkurrerat ut denna flyglinje.

## Olyckor
Strax efter klockan 19 den 3 mars 2005 blev lågbron påseglad av det 3 500 ton tunga containerskeppet Karen Danielsen.
Vid halv åtta på morgonen den 2 januari 2019 inträffade en järnvägsolycka på västbron, där ett passagerartåg kolliderade med ett lastbilssläp som blåst av från ett mötande godståg i en storm. Åtta personer omkom.